# Jo Ritzen

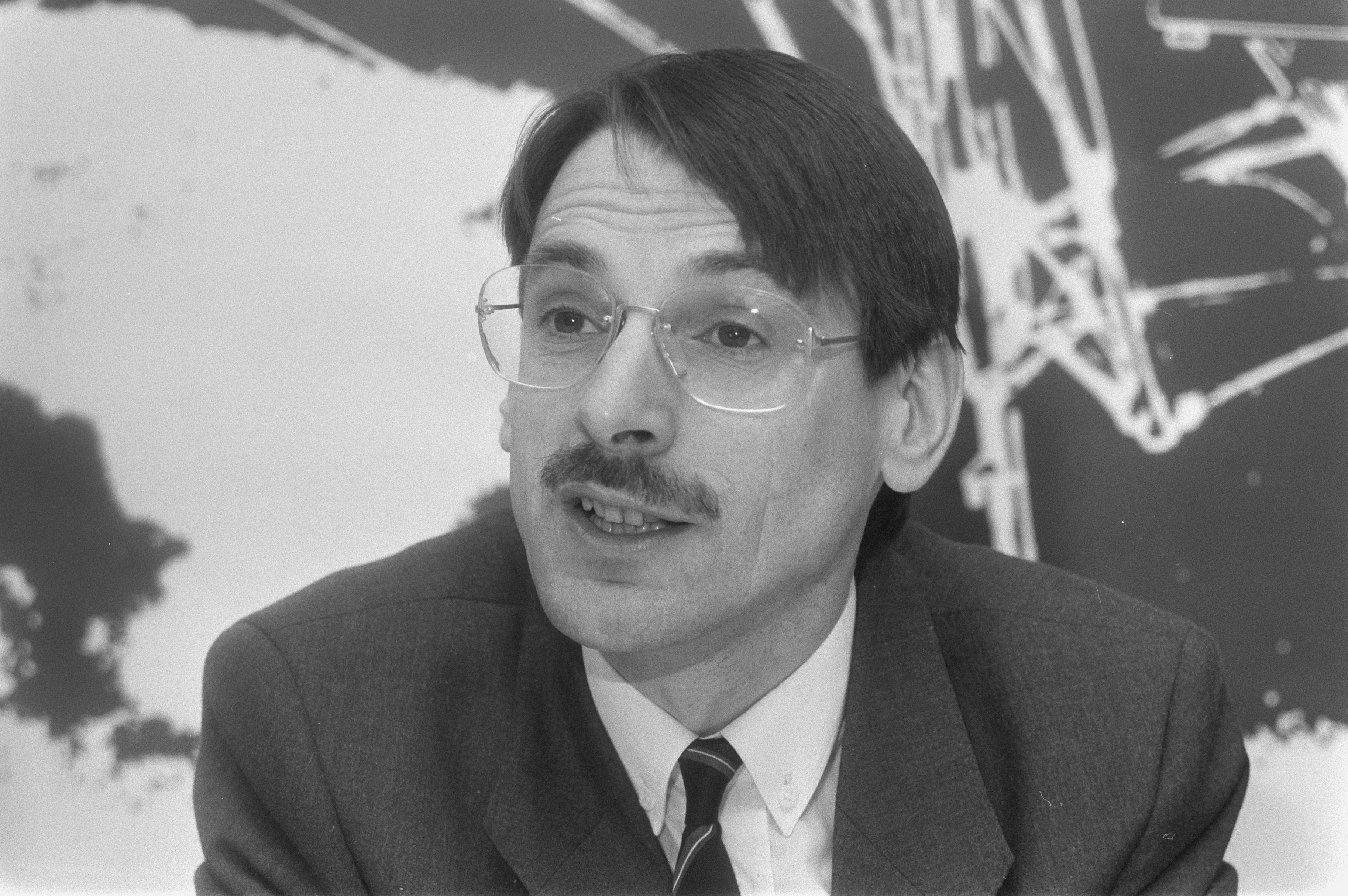
Jo Ritzen (1986)

Jozef Marie Mathias "Jo" Ritzen (* 3. Oktober 1945 in Heerlen) ist ein niederländischer Ökonom und sozialdemokratischer Politiker. Von 2003 bis Februar 2011 war er Präsident der Universität Maastricht.

## Leben und Wirken
Ritzen besuchte ab 1963 das Bernardinus College in Heerlen. Im Jahre 1970 erhielt er von der Technische Hogeschool Delft (heute Technische Universität Delft) ein Diplom in Physik. Anschließend promovierte er an der Erasmus-Universität in Rotterdam mit einer Arbeit über den Zusammenhang von Bildung, Wirtschaftswachstum, und Einkommensverteilung.
Bevor er in die Politik kam, arbeitete Ritzen unter anderem an der Erasmus-Universität Rotterdam, der Katholischen Universität Nimwegen (heute Radboud-Universität Nimwegen) und an der University of California, Berkeley.
1989 wurde er unter Ministerpräsident Ruud Lubbers Minister für Bildung, Kultur und Wissenschaft. Dieses Amt führte er auch nach 1994 fort, als Wim Kok Ministerpräsident wurde. Zwischen Juli und August 1994 hatte er auch für kurze Zeit den Posten des Gesundheitsministers unter Ruud Lubbers inne.
Als Minister führte er 1990 die OVCard ein, die es niederländischen Studenten ermöglicht öffentliche Verkehrsmittel kostenlos zu nutzen. Zudem reformierte er gegen den anfänglichen Widerstand studentischer und universitärer Organisationen die Studienfinanzierung – ein Schritt der heute auf breite Zustimmung stößt.
Nach dem Ende der Regierung Kok im Jahr 1998 wurde er einer der 30 Vizepräsidenten der Weltbank.
2003 folge er einem Ruf der Universität Maastricht. Als Präsident hat er der Universität Internationalisierung und innovative Lehre und Forschung zum Ziel gesetzt.